# Alfa Romeo Alfa 6
Alfa Romeo Alfa 6 var en øvre mellemklassebil fra den italienske bilfabrikant Alfa Romeo, bygget mellem april 1979 og december 1986.

## Generelt
Alfa 6 udviste optisk stærke ligheder med mellemklassebilen Alfetta, men havde dog betydeligt større udvendige mål. I modsætning til Alfetta var den store Alfa (i Italien kaldet Alfone) ikke udført på transaksel-byggemåde, men derimod med konventionel drivlinje.
Bilens introduktion blev på grund af oliekrisen udsat fra efteråret 1973 til foråret 1979, hvorfor designet med store overhæng og 14" hjul allerede ved introduktionen virkede forældet. Motoren med oprindeligt seks Dell'Orto-karburatorer type FRPA 40 blev benyttet i diverse Alfa Romeo-modeller frem til 2005. Gearkassen kom fra ZF, foran havde bilen undervogn med torsionsstave og dobbelte tværlænker, og bagtil De Dion-aksel med indvendigt liggende bremseskiver. Foran havde bilen firekolbet bremsesystem fra Ate. For optimal traktion sørgede en 25% differentialespærre.
Magnesiumfælge, centrallåsesystem, el-ruder, klimaanlæg, læderudstyr, tretrins automatgear fra ZF (ekstraudstyr) og et større bagagerum gjorde Alfone til en både sportslig og luksuriøs limousine, som i Italien blev benyttet som regeringsbil. Selv paven havde et eksemplar. Prismæssigt konkurrerede modellen i starten med de daværende topmodeller i den øvre mellemklasse, Mercedes-Benz 280 E og BMW 528i og fandtes kun i én motorvariant, 2,5-liters V6. Bilens frontparti udviste, bortset fra de voluminøse kofangere, gennem de dobbelte runde forlygter og den i denne tid for Alfa Romeo typiske kølergrillindsats med firmalogo optiske paralleler til den første BMW 7-serie.
I rammerne af et facelift i efteråret 1983 blev Bertones design modificeret. En af de mest iøjnefaldende optiske ændringer på anden serie var monteringen af bredbåndsforlygter i stedet for de hidtidige dobbelte forlygter. En markant detalje var det stiliserede store "B" på C-søjlen som tegn for Bertone. Det tjente som luftudtag og afdækkede tankstudsen. Kabineudstyret var nu mere luksuriøst og matchede nu i højere grad det oprindelige koncept som efterfølger for Maserati Quattroporte. Motorprogrammet blev udvidet med tre motorer, en 2,5-liters V6-indsprøjtningsmotor med Bosch L-Jetronic, en 2,5-liters turbodiesel med fem cylindre fra VM Motori, som senere også blev benyttet i Toyota Land Cruiser og Range Rover, samt en 2,0-liters karburatorversion af V6-motoren.
I slutningen af 1986 indstillede den daværende fabrikant Fiat-Lancia produktionen af Alfa 6 efter kun ca. 12.050 byggede eksemplarer, heraf 6.358 af første serie, 1.168 af anden serie med 2,5-liters V6, 1.771 med 2,0-liters V6 og 2.746 med 2,5-liters turbodiesel. Syv eksemplarer af første serie, som med talrige modifikationer var blevet eksporteret til USA, blev der omgående som usælgelige skrottet af importøren.

## Karrosseri
Alfa 6 var en sedan med udvendigt bagagerum. Bilens længde var 4760 mm, bilens bredde 1690 mm og højden 1395 mm.
Modellerne med benzinmotor havde en egenvægt fra 1350 kg (første serie) hhv. 1470 kg (anden serie), mens dieselmodellen vejede 1580 kg.

## Motorer

### 4/1979 til 10/1983
Fra salgsstart i foråret 1979 frem til faceliftet i efteråret 1983 fandtes Alfa 6 udelukkende med 2,5-liters benzinmotor:
| Version    | Motor                                                                       | Effekt          | Maks. drejningsmoment      |
| ---------- | --------------------------------------------------------------------------- | --------------- | -------------------------- |
| Alfa 6 2,5 | V6-motor med slagvolume på 2492 cm³ (seks enkeltkarburatorer fra Dell'Orto) | 116 kW (158 hk) | 224 Nm ved 4000 omdr./min. |

### 10/1983 til 12/1986
Med faceliftet i efteråret 1983 blev en mindre benzinmotor samt en dieselmotor tilføjet modelprogrammet.
| Version          | Motor                                                                       | Effekt          | Maks. drejningsmoment      |
| ---------------- | --------------------------------------------------------------------------- | --------------- | -------------------------- |
| Alfa 6 2,0 V6    | V6-motor med slagvolume på 1997 cm³ (seks enkeltkarburatorer fra Dell'Orto) | 99 kW (135 hk)  | 178 Nm ved 4500 omdr./min. |
| Alfa 6 2,5 V6 QO | V6-motor med slagvolume på 2492 cm³ (Bosch L-Jetronic indsprøjtning)        | 116 kW (158 hk) | 215 Nm ved 4000 omdr./min. |
| Alfa 6 2,5 TD    | R5-turbodieselmotor med slagvolume på 2494 cm³                              | 77 kW (105 hk)  | 206 Nm ved 2400 omdr./min. |